# Côteaux de Montlaison / la Garenne / Prés salés de Beaumont
Côteaux de Montlaison / la Garenne / Prés salés de Beaumont este o arie protejată (sit de importanță comunitară — SCI) din Franța întinsă pe o suprafață de 82 ha, integral pe uscat.

## Localizare
Centrul sitului Côteaux de Montlaison / la Garenne / Prés salés de Beaumont este situat la coordonatele 45°19′02″N 3°19′42″E / 45.31722°N 3.32833°E.

## Înființare
Situl Côteaux de Montlaison / la Garenne / Prés salés de Beaumont a fost declarat arie specială de conservare în baza directivei 92/43 din 1992 referitoare la conservarea habitatelor naturale și a faunei și florei sălbatice pentru a proteja 1 specie de animale.

## Biodiversitate
Situată în ecoregiunea continentală, aria protejată conține 4 habitate naturale: Pășuni continentale udate de apa mării, Pajiști uscate seminaturale și facies de acoperire cu tufișuri pe substraturi calcaroase (Festuco-Brometalia) (* situri importante pentru orhidee), Pajiști carstice calcaroase sau bazofile, de Alysso-Sedion albi, Fânețe de joasă altitudine (Alopecurus pratensis, Sanguisorba officinalis).
La baza desemnării sitului se află o specie protejată de  nevertebrate: fluturele de noapte (Eriogaster catax).
Pe lângă speciile protejate, pe teritoriul sitului au mai fost identificate 20 de specii de plante, 5 specii de reptile.